# Faturasa
Faturasa (Faturaça) ist ein osttimoresischer Suco im Verwaltungsamt Remexio (Gemeinde Aileu).

## Geographie

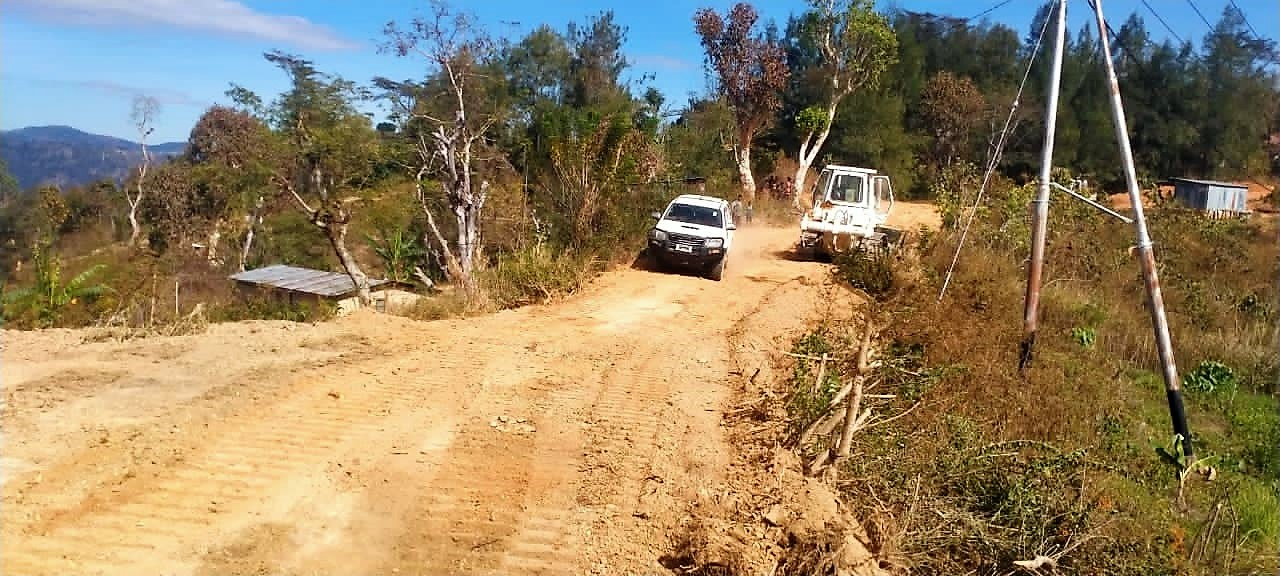
Unterwegs in Faturasa

Der Suco Faturasa liegt im Südosten des Verwaltungsamts Remexio. Nördlich liegt der Suco Tulataqueo, nordwestlich der Suco Acumau und westlich der Suco Fadabloco. Im Süden grenzt Faturasa an das Verwaltungsamt Lequidoe mit seinem Suco Faturilau. Im Osten liegt die Gemeinde Manatuto mit ihren Verwaltungsämtern Laclubar (Suco Funar), Laclo (Suco Uma Naruc) und Manatuto (Suco Iliheu). Der Nördliche Lacló berührt Faturasa an der Südostspitze. Der Nebenfluss Lohun bildet einen Teil der Nordgrenze, entlang der Westgrenze der Hatomeco, der dann nach Osten schwenkt und der Südgrenze folgt, bevor er den Noru erreicht, der die restliche Südgrenze bildet. In ihn mündet auch der im Zentrum von Faturasa entspringende Sulinsorei. Der Noru trifft schließlich auf den Nördlichen Lacló.
Faturasa hat eine Fläche von 48,37 km². Die Gebietsreform von 2015 hat seine Grenzen nicht verändert. Der Suco teilt sich in die vier Aldeias Bereliço (Berelisa, Berelisu), Caitaso (Kaitasu), Faculau (Facu Lau, Fakulau) und Raemerhei (Raimerahai).
Größere Überlandstraßen, die den Suco mit der Außenwelt verbinden, fehlen. Nur eine Straße aus Acumau führt aus dem Nordwesten bis etwa in das Zentrum von Faturasa. An ihr befinden sich die meisten Orte des Sucos. Bereliço und Lebometa liegen im Nordwesten in der Aldeia Bereliço. Im Zentrum sind es Faculau in der Aldeia Faculau, Centro in der Aldeia Caitaso und Terlete, Baru und Raemerhei lama (in anderen Karten Luquisa oder Luqinsa) in der Aldeia Raemerhei. Der Sitz des Sucos, eine Grundschule, eine Kapelle und ein Hospital stehen im Dorf Faculau. Baru verfügt über eine weitere Grundschule.

## Einwohner

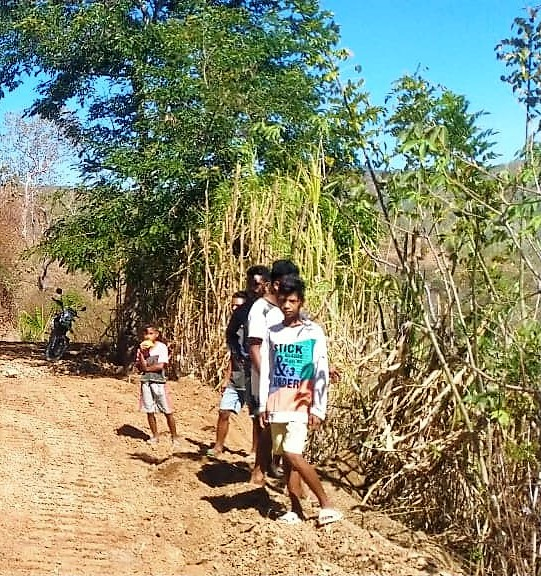
Jungen in Faturasa

Im Suco leben 1.370 Einwohner (2022), davon sind 703 Männer und 667 Frauen. Im Suco gibt es 197 Haushalte. Etwa 95 % der Einwohner geben Mambai als ihre Muttersprache an. Unter 5 % sprechen Tetum Prasa und eine kleine Minderheit Idaté.

## Politik
Bei den Wahlen von 2004/2005 wurde Florindo M. do Rego zum Chefe de Suco gewählt. Bei den Wahlen 2009 gewann Elfonso Henriques und 2016 Nazario da Silva.